# Куминова, Александра Владимировна
Александра Владимировна Куминова (1911—1997) — советская учёная-ботаник, геоботаник, специалист по флоре Сибири.

## Биография
Александра Владимировна родилась 6 ноября 1911 года в городе Ишим в семье учителя Владимира Петровича Куминова. Училась в школе в Томске. Под влиянием старшей сестры Марии, занимавшейся изучением ботаники, принимала участие в экспедициях В. В. Ревердатто. В 1929 году поступила на недавно сформированную кафедру геоботаники Томского университета, была аспирантом и ассистентом этого вуза (1934—1938).
В 1937 году Александра Куминова возглавляла ботаническую экспедицию в Саяны. В 1938 году переехала в Новосибирск, где стала преподавать ботанику, геоботанику, луговедение. В 1940 году получила степень кандидата наук с диссертацией «Растительность Читинской области».
В 1944 году Куминовой было присвоено учёное звание доцента, затем она организовала лабораторию геоботаники при Медико-биологическом институте. В 1951 году Александра Владимировна стала доктором биологических наук.
С 1944 по 1953 год занимала должность старшего научного сотрудника в лаборатории геоботаники Медико-биологического института Западно-Сибирского филиала АН СССР, в 1953—1960 годах работала заведующей лабораторией геоботаники и луговодства Биологического института СО АН СССР, в 1960—1986 — заведующей лабораторией геоботаники и реконструкции растительного покрова Центрального сибирского ботанического сада.
Возглявляемая Куминовой лаборатория проводила картографические исследования, на базе которых, в свою очередь, развивала ботанико-географическое районирование; занималась систематическим и подробным анализом растительного покрова в сибирских регионах.
В начале 1950-х годов интенсивно занималась изучением флоры Алтая. В 1955—1959 проводила экспедиции по лесостепным зонам Сибири. В 1960—1975 годы исследовала флору Красноярского края и Тувы. Её познания в области растительности Сибири, в особенности степей, высоко ценились коллегами учёными.
Научные работы по естественным кормовым угодьям экспонировались на ВДНХ СССР. Получила серебряную медаль.
Умерла 29 сентября 1997 года в Новосибирске.

## Некоторые научные публикации
- Куминова А. В. По Алтаю. — Новосибирск, 1952. — 200 с.
- Куминова А. В. По Горному Алтаю. — Барнаул, 1953. — 184 с.

## Растения, названные в честь А. В. Куминовой
- Valeriana kuminoviana Sumnev., 1936 — Валериана Куминовой [= Valeriana officinalis L., 1753 — Валериана лекарственная]

## Награды
Удостоена ордена Трудового Красного Знамени (1975) и шести медалей.